# Neuvéglise-sur-Truyère
Neuvéglise-sur-Truyère es una comuna francesa situada en el departamento de Cantal, de la región de Auvernia-Ródano-Alpes.

## Geografía
Está ubicada a 15 km al sur de Saint-Flour. Es la comuna más grande del departamento en extensión, con 125 km².

## Historia
La comuna nueva fue creada el 1 de enero de 2017, en aplicación de una resolución del prefecto de Cantal de 21 de septiembre de 2016 con la unión de las comunas vecinas de Lavastrie, Neuvéglise, Oradour y Sériers, pasando a estar el ayuntamiento en la antigua comuna de Neuvéglise.

## Demografía
| Gráfica de evolución demográfica de Neuvéglise-sur-Troyère entre 1800 y 2014 |
|                                                                              |

Los datos entre 1800 y 2013 son el resultado de sumar los parciales de las cuatro comunas que forman la nueva comuna de Neuvéglise-sur-Truyère, cuyos datos se han cogido de 1800 a 1999, para las comunas de Lavastrie, Neuvéglise, Oradour y Sériers de la página francesa EHESS/Cassini. Los demás datos se han cogido de la página del INSEE.

## Composición
| Comuna delegada | Código INSEE | Población (2013) | Superficie (km²) | Densidad (hab./km²) |
| --------------- | ------------ | ---------------- | ---------------- | ------------------- |
| Lavastrie       | 15099        | 265              | 24.34            | 11                  |
| Neuvéglise      | 15142        | 1095             | 54.70            | 20                  |
| Oradour         | 15145        | 254              | 33.77            | 7                   |
| Sériers         | 15227        | 136              | 12.62            | 11                  |